# 土坑墓
土坑墓（どこうぼ）とは、土を掘りくぼめて穴（土坑）をつくり、そこに人の遺体を納めて葬送した遺構。土葬に伴う世界的にポピュラーな埋葬に用いられた遺構であるが、日本では縄文時代～弥生時代に多い墓の形式であり、その場合「土壙」とか「土壙墓」と表記される場合もある。

## 旧石器時代の土坑墓
大阪府藤井寺市のはさみ山遺跡梨田地点から、墓と推定される楕円形の土坑が確認されている。

## 縄文時代の土坑墓の諸特徴
1. 径はおおむね0.7～1.5mの範囲。平面形状は円形または方形で、多くは円形を呈する。
2. 深さは平面規模に比べて浅く、底が平坦である。
3. 覆土はたいていの場合、一括埋め戻しの人為堆積である。
4. 人骨を伴う場合もあるが、まったく痕跡をとどめない場合も多い。
5. 副葬品を伴う場合がある。後期・晩期になると質・量ともに充実し、特に晩期には工芸品的な価値の高いものが副葬される場合が多くなる。

縄文時代の葬送は貝塚などから見つかる人骨のようすから、屈葬が一般的だったと考えられる。規模や形状はそれを反映したものととらえることができる。礫を土坑の中や外に配置した墓は特に配石墓と呼ばれる。
副葬品や人骨が出土しなくても、覆土の土壌分析とくに脂肪酸分析によって土坑墓と判別される場合がある。

## 弥生時代の土坑墓の諸特徴
基本的には縄文時代の諸特徴と共通するが、平面形状は楕円形や隅丸長方形などがあらわれる。伸展葬の普及により、年代が下ると長方形を呈するものが次第に増える。